# Altes Rathaus Pinkafeld

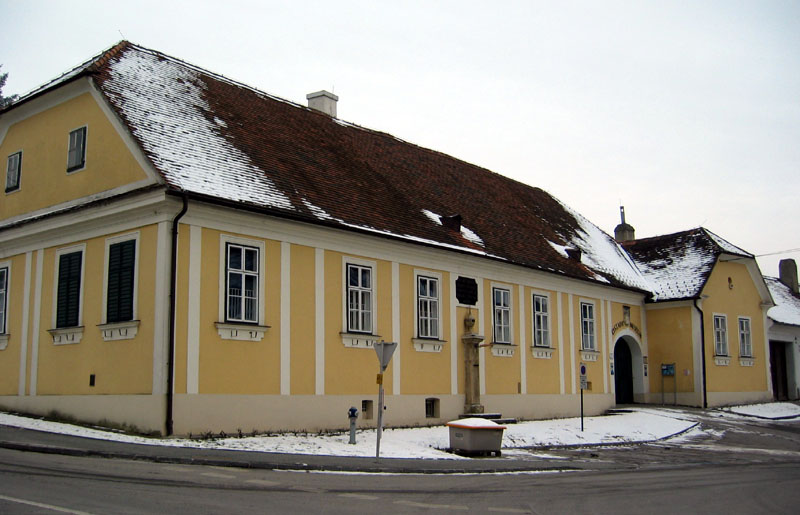
Pinkafelder Stadtmuseum im Alten Rathaus

Das Alte Rathaus Pinkafeld ist das ehemalige Rathaus in der Stadt Pinkafeld im Burgenland. Das ehemalige Freihaus der Familie Rindsmaul aus dem 17. Jahrhundert steht unter Denkmalschutz.

## Geschichte

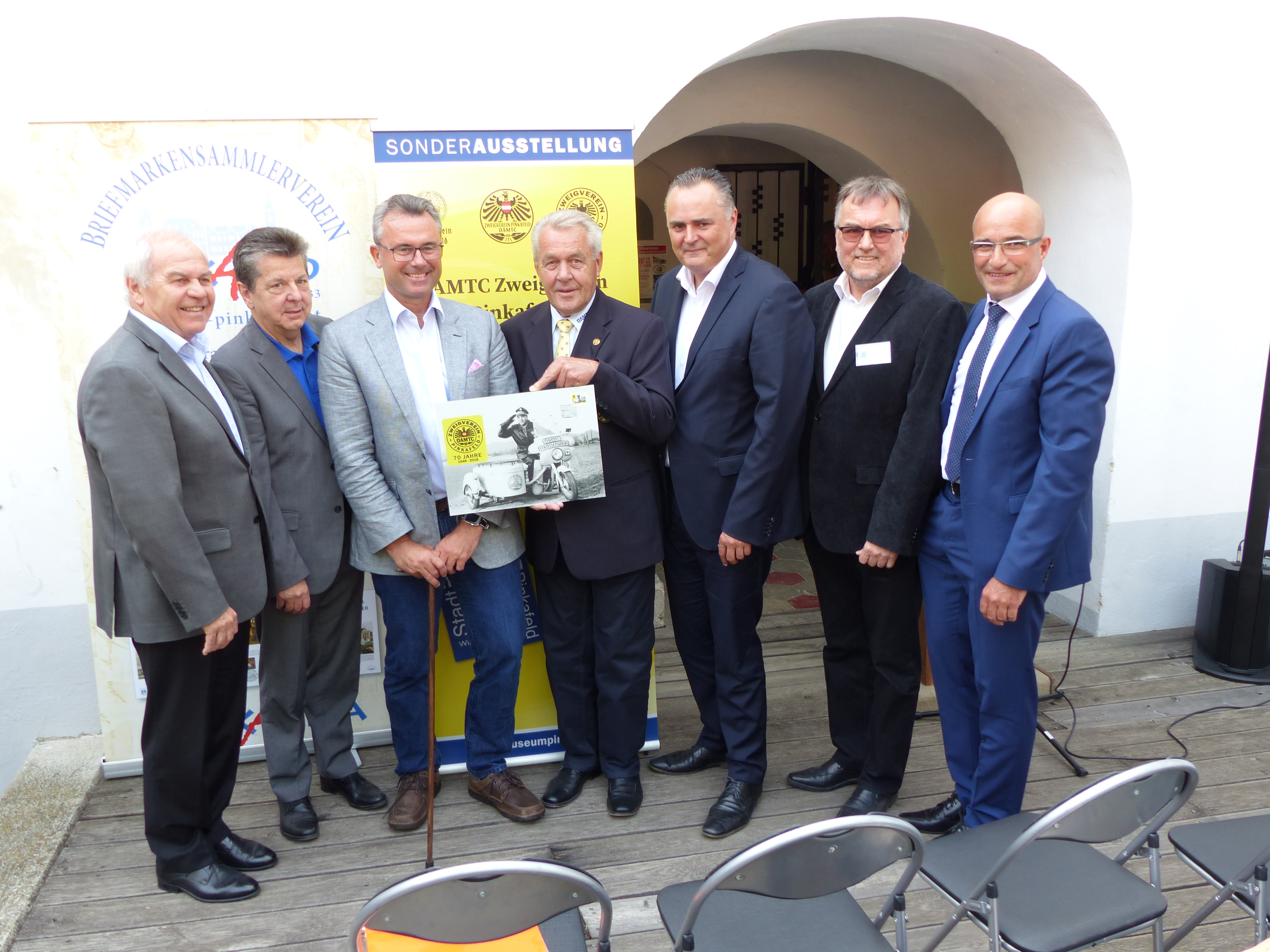
Hans Peter Doskozil und Norbert Hofer bei einer Ausstellungseröffnung im Stadtmuseum Pinkafeld

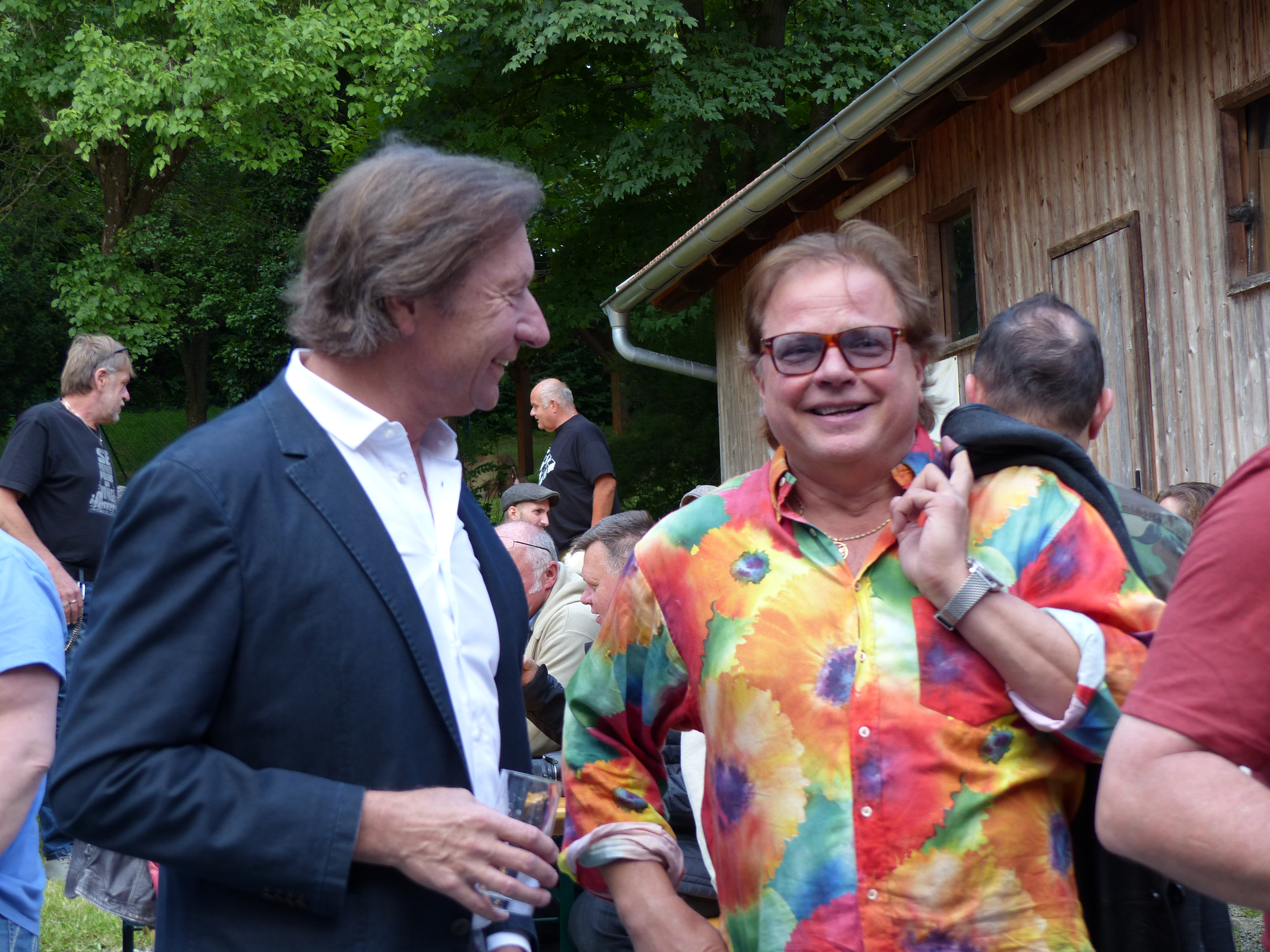
Kurt Maczek, Bürgermeister von Pinkafeld, und der Musiker Ewald Pfleger im Stadtmuseum Pinkafeld (2018)

Das ehemalige Freihaus der Landadelsfamilie von Rindsmaul (auch Rindtsmaul) stand ab 1629 im Besitz des Geschlechts und ist das älteste noch erhaltene Bauwerk Pinkafelds. 1728 erwarb die Gemeinde Pinkafeld das Haus und nützte es bis ca. 1848 als Landgericht mit einem Pranger und bis 1954 als Rathaus. Ab 1954 Nutzung für Wohnzwecke und später als städtischer Kindergarten. Seit 1989 befindet sich in dem Gebäude das Stadt-, Tuchmacher- und Feuerwehrmuseum Pinkafeld.